# Dino Morea

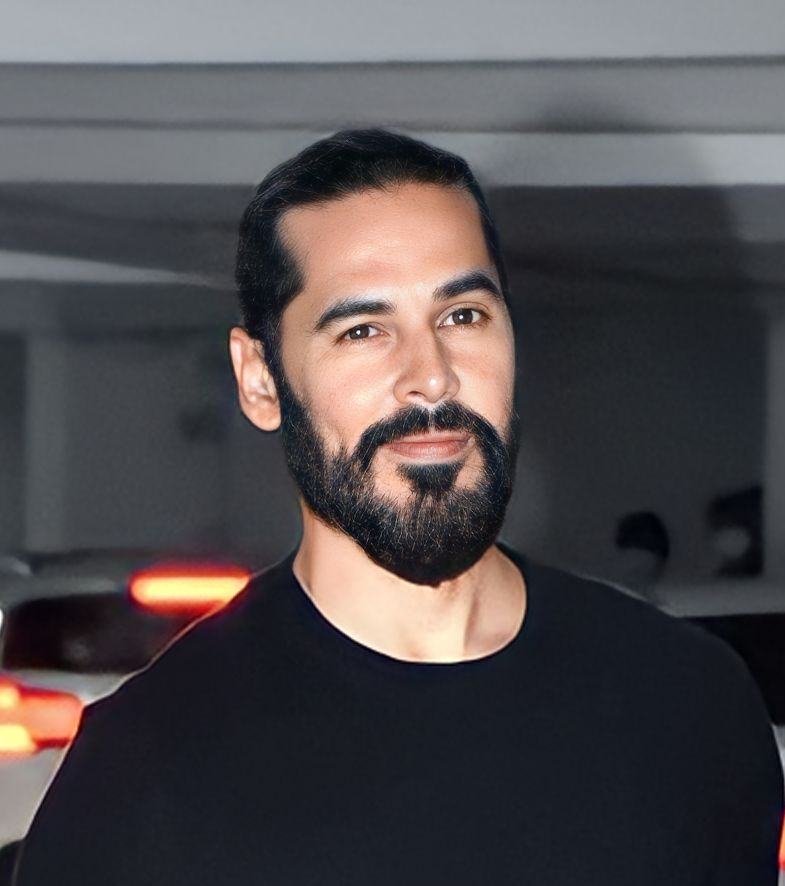
Dino Morea (2022)

Dino Morea (Hindi: दीनो मोरिया, Dīno Moriyā; * 9. Dezember 1975 in Bangalore, Indien) ist ein indischer Schauspieler. Sein Vater ist Italiener und seine Mutter kommt aus Indien. Er spricht Hindi, Italienisch und Englisch und ist Christ.
Nach der Ausbildung in der Bangalore Armee-Schule, Clarence Schule und Hochschule St. Josephs Bangalore nahm er 1995 an dem Schönheitswettbewerb Manhunt International teil, wo er einen zweiten Platz belegte. Vier Jahre später gab er in Indien sein Debüt als Schauspieler in Pyaar Mein Khabi Khabi (1999). Mit seiner damaligen Freundin Bipasha Basu spielte er im Jahr 2002 die Hauptrolle in Raaz. Der 1,83 m große Dino wurde als Fotomodell bekannt und stieg später in die Bollywood-Filmindustrie ein.
Er leitet mit seinen zwei Brüdern in Indien ein italienisches Restaurant.